# 國立中山大學復校史
國立中山大學復校史，記錄在臺灣推動恢復國立中山大學的經過。中山大學前身為創立於民國十三年的國立廣東大學，後因國民政府遷臺，幾經波折和討論，最終於民國六十九年在高雄西子灣復校。

## 孫中山在廣東創校

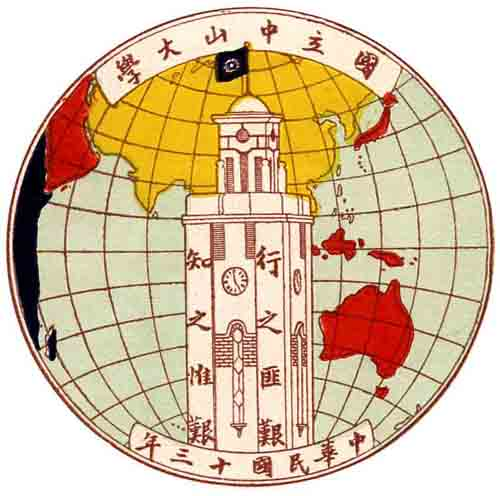
1932年至1949年的國立中山大學（廣州）校徽。

1924年，中華民國陸海軍大元帥、中國國民黨總理孫中山先生為培育國民革命人才，並因應積極建設現代化國家之需要，將「廣東高等師範學校」、「廣東公立法政大學」、「廣東公立農業專門學校」3所學校合併，改組成為國立廣東大學，並頒授「博學、審問、慎思、明辨、篤行」之校訓。孫中山翌年病逝後，廣東大學更名為「國立中山大學」，並於廣州石牌建立新校址。
抗日戰爭爆發後，中山大學匆匆西遷，先後復課於雲南，又移校於粵北，直至1945年才遷回石牌原址。1949年，中華民國政府於國共內戰中敗走台灣，國立中山大學被中華人民共和國接管，並於1952年在院系調整中被大規模拆分與合併，最終改為新中山大學。

## 國立中山大學校友籌畫復校
1962年1月，校友會理監事聯席會議決議組織「復校促進委員會」，積極進行復校運動。
1963年起，關切中山大學復校之校友先後在中國國民黨第9、11次全國代表大會，謝東閔、鄭彥棻等11位中常委都分別提出復校案，也均經一致通過。
1964年國民大會第4次會議通過114人提議，迅謀中山大學復校案，多名立法委員校友歷年皆於立法院再三質詢，請政府從速在臺灣恢復中山大學。
1965年1月，臺灣省議會議長、中山大學復校籌備委員會常務委員謝東閔宣布在該年秋天先恢復研究所；同年，教育部部長黃季陸為慶祝國父百年誕辰，曾於11月12日宣布「籌備中山大學復校」，並成立「國立中山大學重建委員會」負責籌畫。但因教育部編列之籌備復校預算無著，復校進行因而受阻。

### 臺中之議（1971年）
1971年初，教育部決定將省立中興大學改制國立，臺灣省議會遂建議「將中興大學改名中山大學」，國民黨中央黨史會與設計考核委員會聯銜建議中央轉知從政同志一致支持。監察院院長、副院長暨監委等多人聯銜致函行政院院長嚴家淦支持本案。同時美國、加拿大、泰國、香港等地校友會亦表態支持。
然而，教育部隨後復函省府：「關於省議會建議國立中山大學復校一案，當存備研究參考。」第二波復校運動由此無疾而終:甲九。

### 嘉義之議（1977年）
歷經兩次失敗後，復校運動依舊不依不饒。海外方面，香港同學會首先成立「國立中山大學校友促進復校委員會」，美國華僑（包括美國和加拿大）亦組織支援「國立中山大學復校委員會」。國內方面，立委蕭天讚於1977年向行政院質詢，提出「敬請迅速核准中山大學在嘉義復校案」。
同年，海外僑團歸國慶祝10月10日國慶大典時組成「美洲華僑支援國立中山大學復校代表團」並晉見教育部部長李元簇，進行早日在臺恢復母校的陳情。李氏表示政府當於增設大學時予以考慮。隨後，代表團應嘉義縣地方人士之邀請，前往訪問，該縣地方人士林國川博士組成歡迎會，縣長、議長、民意代表等數10人皆全程參加，表示「歡迎中山大學在嘉義復校」，縣方願提供60甲的土地建校。

#### 國大的提案
1978年3月17日，國民大會第6次會議，校友代表鄧克一等39人，何文炯等126人，嚴江津等36人，分別提出母校在台復校三案，前一案決議送政府參辦，後兩案合併討論，並通過了「請政府迅速確實辦理」之議。
5月20日，躬逢中華民國第6任總統蔣經國先生、副總統謝東閔先生（校友）就職典禮，海外校友紛紛組團回國祝賀。慶祝會中，多人耳聞教育部有在南部增設國立大學之議，復校希望由此轉濃，校友會把握時機，向當局請求即將新設之南部大學「能夠命名為國立中山大學」。立委司徒政向教育部質詢時亦提出相同之議論。華僑救國聯合總會全體理事會議於10月24日通過請政府在臺設立國立中山大學之決議。監察院教育委員會也通過監察委員40餘人連署案，促請政府設立國立中山大學。至此，復校運動成為全台民意機構、海外華僑、地方人士之公意。

## 定址高雄
1979年，教育部宣布「國立中山大學於高雄市建校」。7月成立籌備處，聘請李煥先生為籌備處主任。當局原擬將鳥松區澄清湖40餘公頃大學預定地作為校址，經實地勘查後，以該地不敷建立一所綜合大學之用，且該地內有私人土地，徵用費時，因而作罷。9月18日教育部次長施啟揚與李煥宣布「國立中山大學決定在高雄西子灣設校，惟澄清湖大學用地仍予保留」
至此，捨棄了三個地點（臺中、嘉義、高雄澄清湖），進行了四次復校運動，歷經30年後，國立中山大學終於完成在台復校。
該校使用廣州的原國立中山大學的校訓、校歌、校慶日，也曾長期在自述校史中申明本校為1924年成立的國立廣東大學及隨後廣州的原國立中山大學的延續。中華民國政府也長期視該校之成立為復校。